# Messatoporus tricolor
Messatoporus tricolor là một loài tò vò trong họ Ichneumonidae.